# Agraulomyrmex wilsoni
Agraulomyrmex wilsoni är en myrart som beskrevs av Prins 1983. Agraulomyrmex wilsoni ingår i släktet Agraulomyrmex och familjen myror. Inga underarter finns listade i Catalogue of Life.